# 路德·马丁
路德·马丁（Luther Martin，1748年2月20日—1826年7月10日），是一名出生于美国新泽西州的一名政治家、美国开国元勋。他因反对削弱州权利而拒绝在《美国宪法》上签字。他也是美国联邦党的反对派领导人，他和帕特里克·亨利、乔治·梅森，一道推进了权利法案的通过。

## 早期生涯
马丁是美国独立运动的早期倡导者。在1774年的秋天，他供职于新泽西萨默塞特郡的爱国者委员会，并于12月参加马里兰安纳波利斯的会议，其号召人们通过了参加大陆会议的建议。

## 制宪会议
1785年，他由马里兰州议会当选为联邦议会议员，但是他被繁杂的公共和私人事务所缠，无法前往费城。1787年的费城制宪会议前，他被当选为带便。但在1787年6月9日到达时，他对征收程序的保密规则表示质疑，此外，他反对建立一个联邦政府，使得大州从而能够操控小州。他始终站在小州的立场上，帮助制定新泽西计划、并对弗吉尼亚计划表决反对。同年6月27日，他发表了长达三个多小时的演讲，反对弗吉尼亚计划中对于参众两院的代表比例提议。他的演讲能力备受称赞，威廉·皮尔斯表示：“他受到律所的教育，并让他的听众始终都能够具有耐心。”他参与到一个委员会，谋求一个方案（即“康乃狄克妥协案”），从而支持每个州的众议院能有相同的代表。在会议结束前，他认为新成立的政府会具有太多的权力，并会伤害到民众权益。在尝试推动权利法案受阻后，他与另一名马里兰代表约翰·弗朗西斯·默瑟退出了制宪会议。

## 批准与斗争
在1787年11月，在一次对马里兰议院的演讲中，他猛烈抨击了制宪会议，包括它所试图达到的目的，以及它能够实现的结果。他打破了承诺保密的协定，并告知马里兰州议员，该制宪会议已经公然违反了它自称的、仅仅是是对《联邦条例》“修订的唯一和明确目的” 。相反，制宪会议代表已经着手开始采取建立一个全新的政府系统。对马丁而言，这样的努力无异于发动政变。乔治·华盛顿和本杰明·富兰克林对制宪会议的发展表达了支持态度，但马丁则称，“我们不应当被暂时的辉煌冲混了头脑、蒙住了眼睛，因为蒙住的方向可能会带给我们毁灭”。
在一个地址到代表马里兰议院在11月1787年在许多报纸上的文章，马丁抨击政府拟议的新形式，并一直持续到1788拼批准宪法。他感叹国民政府的提升了状态，并谴责他所看到的不平等表现在国会。他拥有了自己的六个奴隶和反对，包括奴隶在确定代表，认为没有在美国最高法院陪审团严重濒危的自由。
1787年11月，在不同的期刊报纸上，马丁批评新政府形式，并持续到1788年宪法得到通过。他感慨联邦政府已经扭曲了联邦和州政府的关系，并谴责这带给国会中的不平等现象。他自己拥有六名奴隶，并反对将奴隶计入代表数量，此外他坚信美国联邦最高法院不设置陪审团制，会严重伤害民众自由。
然而马里兰州很大程度上忽略了马丁的警告。在1788年4月，其投票批准美国联邦宪法，成为第七个批准宪法的州。在6月，新罕布什尔州成为第九个宪法批准州，所要求的门槛已经达到，新宪法从而生效。三年后，联邦宪法的前十个修正案得以通过（即权利法案）。

## 法律职业
独立战争结束后，马丁的法律事务日趋繁盛，并逐渐成为全国最大及最成功的企业。在1800年代，他担任辩护律师，参与过两个有争议的全国性案件。在第一个案件中，1805年，他为他的密友、最高法院法官塞缪尔·蔡斯成功辩护为无罪释放。两年后，他是艾伦·伯尔的辩护律师之一，当时伯尔被控犯有叛国罪。
随后在创纪录地连任了28年的州总检察长职位后，马丁于1805年12月辞职。1813年，他成为巴尔的摩的听审裁判巡回法院主法官。1818年，他被重任为马里兰检察长，并在1819年，他于标志性的联邦法院案件——麦卡洛克诉马里兰州案中，为马里兰州辩护。原告的代表则由丹尼尔·韦伯斯特、威廉·平克尼和威廉·沃特组成。
马丁的命运在他的最后几年急转直下。酗酒、疾病和贫穷，加重了马丁的身体伤害。在19世纪20年代中期，有一项单独向马里兰州律师征收的特别税被用于他的私人生活存续。最终，他被艾伦·伯尔收留，伯尔以此感谢他当年的仗义出庭辩护。与此同时，由于对托马斯·杰斐逊的个人憎恶，他抛弃了反中央制的立场，决定拥抱联邦党，这和他最初热衷于反对联邦制的态度截然不同。1819年，他由于中风导致了瘫痪，迫使他在1822年辞去马里兰州的总检察长职位。
1826年7月8日，在78岁时，他死于艾伦·伯尔位于纽约市的家中，随后葬于圣约翰教堂的无名墓。他的去世仅晚于托马斯·杰斐逊和约翰·亚当斯四天。
1783年，马丁在圣诞节和玛利亚·克雷萨普结婚，克雷萨普是迈克尔·克雷萨普船长之女。他们拥有五个孩子，有三个女儿活到了成年。

## 延伸阅读
- Paul Clarkson and R. Samuel Jett, Luther Martin of Maryland (1970).
- Albert J. Beveridge, Life of John Marshall (4 vols., 1916–1919).
- Martin's role in the Constitution struggle may be traced in Max Farrand, ed., The Records of the Federal Convention of 1787 (4 vols., 1911–1937; rev. ed. 1966).
- . "The Constitution of the United States: America's Founding Fathers." （页面存档备份，存于）  National Archives and Records Administration. National Archives and Records Administration, 2015
- "Delegates to the Constitutional Convention: Luther Martin." （页面存档备份，存于） 2015.
- 本条目包含来自公有领域出版物的文本: Chisholm, Hugh (编).  (第11版). London: Cambridge University Press. 1911.

| 司法职务             | 司法职务                   | 司法职务                |
| -------------------- | -------------------------- | ----------------------- |
| 前任： 詹姆斯·蒂尔曼 | 马里兰州总检察长 1778–1805 | 繼任： 威廉·平克尼      |
| 前任： 约翰·蒙哥马利 | 马里兰州总检察长 1818–1822 | 繼任： 托马斯·比尔·多西 |